# Geraldo do Espírito Santo Ávila
Dom Geraldo do Espírito Santo Ávila, GOMM (Diamantina, 10 de abril de 1929 — Brasília, 14 de novembro de 2005) foi um bispo católico brasileiro e Arcebispo do Ordinariado Militar do Brasil.

## Família e educação
Nasceu em 10 de abril de 1929, no então distrito de Datas (Minas Gerais), município de Diamantina. Tinha o nome Waldir de Ávila e recebeu no batismo o nome de Geraldo como gratidão por uma graça alcançada. Logo nos primeiros meses de vida, uma grave doença atingiu o pequeno Waldir, e os pais, muito católicos, recorreram a Nossa Senhora do Perpétuo Socorro e a São Geraldo, prometendo colocá-lo no seminário caso fosse curado. A cura veio em seguida, e a criança, já então Geraldo, cresceu saudável.
Aos cinco anos de idade, o pequeno Geraldo brincava de celebrar missas para os seus irmãos menores. No dia 2 de fevereiro de 1941, com menos de 12 anos de idade, entrou para o Seminário de Diamantina.
Em 5 de dezembro de 1947, concluiu o Curso de Humanidades e recebeu a batina das mãos de Dom Serafim Gomes Jardim. Em 30 de novembro de 1952, recebeu o subdiaconato e, no dia 24 de maio de 1953, recebeu o ministério do diaconato, na Basílica do Sagrado Coração de Jesus, em Diamantina.

## Sacerdócio
Em 29 de novembro de 1953, com 24 anos de idade, foi ordenado sacerdote. O padre Geraldo de Ávila acrescentou ao seu nome as palavras “Espírito Santo”, nome com o qual passou a ser conhecido e com o qual assinava documentos: Padre Geraldo do Espírito Santo Ávila.
Como sacerdote, o padre Ávila foi nomeado vigário da cidade de Guanhães, Minas Gerais, próximo de sua terra natal, onde permaneceu até o ano de 1957. Em 5 de agosto de 1962, a convite de Dom José Newton de Almeida Baptista, que fora designado para implantar a Igreja na recém-inaugurada capital do Brasil, o padre Ávila chegou a Brasília, tendo sido nomeado, em 8 de agosto do mesmo ano, Vigário-Geral da Arquidiocese de Brasília.
Em 1965, Dom José Newton o nomeou, cumulativamente com as funções que já exercia, pároco da Igreja São José, na Asa Norte, e da Igreja do Santíssimo Sacramento, na Asa Sul.
Em 1969, foi nomeado ainda pároco da Igreja de Nossa Senhora Aparecida, em Gama. Em 1970, com a inauguração da Catedral Metropolitana, passou a responder pela mesma, acumulando com a Vila Planalto, Bom Jesus e Casa do Candango.
Em 1971, por seus méritos e evidentes realizações, principalmente na Catedral de Brasília, o padre Ávila recebeu, do Santo Padre, o título de Monsenhor. O agora Monsenhor Ávila, profundamente identificado com os pobres, principalmente os da Vila Planalto, criou a Sopa de São Francisco de Assis, que distribuía refeições aos mais necessitados. Ainda nos dias de hoje, sob o nome de Fraternidade Pastoral de Maria – Casa da Sopa, a pastoral criada na década de 80 distribui, diariamente, 1,6 mil refeições aos que vivem em absoluta condição de pobreza em Brasília, Taguatinga e Paranoá, no Distrito Federal e Santo Antônio do Descoberto, em Goiás.

## Episcopado
Em 27 de junho de 1977 o Papa Paulo VI nomeou Monsenhor Ávila como Bispo Auxiliar de Brasília, cuja ordenação, na Catedral Basílica de Nossa Senhora Aparecida, ocorreu no dia 3 de setembro de 1977 diante de verdadeira multidão de fiéis. Recebeu a sede titular de Gemellae in Numidia.
Dom Ávila permaneceu como Bispo Auxiliar de Brasília até o dia 31 de outubro de 1990, quando, por um decreto do Papa João Paulo II, foi nomeado Ordinariado Militar do Brasil, cargo que assumiu em 12 de dezembro de 1990. No ano seguinte, Ávila foi condecorado pelo presidente Fernando Collor com a Ordem do Mérito Militar no grau de Grande-Oficial especial.
Como Arcebispo do Ordinariado Militar, Ávila fez cerca de 1,4 mil viagens por todo o país.
De 29 de julho de 1998 a 19 de maio de 1999 foi Administrador Apostólico da Diocese de Ipameri.

## Obras
Ávila publicou dois livros: Oração da Paróquia (1971) e Você em Oração (1975). Esta última teve 300 mil exemplares em 9 edições vendidos.

## Morte
Ávila morreu em 14 de novembro de 2005, aos 76 anos de idade. Com câncer, encontrava-se em estado terminal, realizando um tratamento paliativo nos dias anteriores. Em seu velório, estiveram presentes o vice-presidente da República José Alencar e outras autoridades. O governador Joaquim Roriz decretou luto oficial de três dias.